# Ernst Schäfer (Fotograf)
Ernst Schäfer (* 26. Februar 1916 in Weimar; † 19. Dezember 2002 ebenda) war ein deutscher Fotograf, einer der bedeutenden Bildautoren in der Verlagslandschaft der DDR.

## Leben und Werk
Schäfer absolvierte die Deutsche Aufbauschule Weimar und wurde danach zum Reichsarbeitsdienst und zur Wehrmacht eingezogen. Dort wurde er 1939 in Wünsdorf zum Heeresportlehrer ausgebildet. Von 1939 bis zu einer Verwundung 1942 nahm er als Fernsprecher am Zweiten Weltkrieg teil. Er konnte dann von 1942 bis 1943 in Weimar und Nohra eine Ausbildung als Fotolaborant und Fotograf machen, ehe er wieder am Krieg teilnehmen musste.
Nach der Entlassung aus der Kriegsgefangenschaft arbeitete Schäfer bis 1946 als Fotograf in Völkermarkt. Er ging wieder nach Weimar und arbeitete als Bildjournalist und Bildredakteur der Weimarer Zeitung Abendpost. Ab 1946 begleitete er mit der Kamera die Erinnerung an das KZ Buchenwald. U. a. machte er 1958 Aufnahmen von der Eröffnung der Nationalen Mahn- und Gedenkstätte Buchenwald.
1948 gründete Schäfer die Fotoagentur Mitteldeutsche Bildzentrale, die ihren Sitz an seiner Weimarer Wohnadresse Am Kirschberg 20 hatte. Er blieb bis 1959 deren Leiter und arbeitete dann in Weimar als freischaffender Fotograf. 
Sein erster großer Auftrag waren Fotografien zu den vom Komitee der Antifaschistischen Widerstandskämpfer außer in Deutsch auch in Englisch, Französisch und Russisch herausgegebenen Büchern zu den Konzentrationslagern Buchenwald,  Ravensbrück und Sachsenhausen, die u. a. in die Anne-Frank-Shoah-Bibliothek aufgenommen wurden.
Insbesondere in den 1960er bis 1980er Jahren schuf Schäfer Fotografien für Buchpublikationen, Fotokunstmappen und etwa 200 Fotografien und Postkartenserien. Außerdem fotografierte er als Auftragsarbeit diverse Objekte in Kunstausstellungen und schuf Pflanzenfotografien.
Seine Fotografien für sechs Bild-Textbände zu Landschaft und Handwerk in verschiedenen Regionen der DDR, für seine „Parkwanderungen“ und für den in der DDR-Publizistik einzigartigen Bildband Laudatio organi – Eine Orgelfahrt von der Ostsee bis zum Erzgebirge (Deutscher Verlag für Musik, Leipzig, 1972) machten ihn zu einem der bedeutenden Bildautoren in der Verlagslandschaft der DDR.
1987 löste Schäfer sein Atelier auf. Die Deutsche Fotothek erwarb das gesamte Bildmaterial für seine sechs Publikationen zu Region und Handwerk. Ein zweiter Ankauf erfolgte 2001. 

## Fotografische Darstellung Schäfers
- Henrik Ahlers: Ernst Schäfer in seiner Wohnung (2001)[3]

## Weitere Bücher mit Fotografien Schäfers (unvollständig)
- Das Thüringer Land und sein Handwerk. Verlag der Nation, Berlin, 1961 (Text Albrecht Börner)
- Mecklenburg und sein Handwerk. Verlag der Nation, Berlin, 1963 (Text Albrecht Börner)
- Die Lausitz und ihr Handwerk. Verlag der Nation, Berlin, 1964 (Text Albrecht Börner)
- Der Harz und sein Handwerk. Verlag der Nation, Berlin, 1965 (Text Albrecht Börner)
- Iga Erfurt DDR. Internationale Gartenbauausstellung der Deutschen Demokratischen Republik. Verlag Zeit im Bild, Dresden, 1965
- Erich Kessel: Am Wege notiert – Plaudereien eines Reiseleiters. Greifenverlag, Rudolstadt, 1967
- Fritz Kühnlenz: Burgenfahrt im Saaletal – Heimatgeschichte wandernd erlebt. Greifenverlag, Rudolstadt, 1974
- Das Dresdener Elbtal und sein Handwerk. Verlag der Nation, Berlin, vor 1973 (Text Albrecht Börner)
- Parkwanderungen im Dresdener Elbtal. Deutscher Landwirtschaftsverlag, Berlin, 1979 (Text Albrecht Börner)
- Parkwanderungen zwischen Harz und Havel. Deutscher Landwirtschaftsverlag, Berlin, 1982 (Text Albrecht Börner)
- Martin Wendl: Altes Thüringer Porzellan. Greifenverlag, Rudolstadt, 1984